# Ioan Grosaru

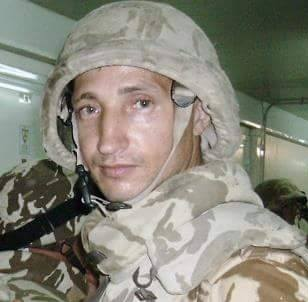
Ioan Dumitru Grosaru – 2007

Ioan Dumitru Grosaru (geb. am 24. Oktober 1972 in Păiseni, Kreis Suceava – gest. am 21. September 2007 beim Militärstützpunkt Tallil, Irak) war Korporal in der Rumänischen Armee und Dichter. Er starb auf einer Patrouillenfahrt in der Nähe des Stützpunkts Talil im Süden des Irak. Am selben Tag wurde er durch einen Befehl des Verteidigungsministers Teodor Meleșcanu zum Leutnant befördert. Der Präsident Rumäniens verlieh ihm posthum den Nationalorden „Steaua României“ im Rang eines Ritters für Militärangehörige mit Kriegsauszeichnung (die höchste Auszeichnung, die vom rumänischen Staat vergeben wird).

## Leben
Ioan Grosaru wurde am 24. Oktober 1972 in Fălticeni geboren. Er war der Sohn von Dumitru und Ecaterina Grosaru, das vierte von sieben Geschwistern. Die Grundschule besuchte er im Dorf Păiseni. Die Sekundarstufe absolvierte er an der Mittelschule Sasca Mare, und die 9. und 10. Klasse an der Schule mit den Klassen I – X in Mălini.
Nach dem Abschluss einer Berufsschule in Satu Mare leistete er 1992 seinen Militärdienst ab und wurde 1993 in die Reserve versetzt. Ab 1995 diente er mit dem Dienstgrad Korporal im 32. Infanteriebataillon „Mircea“ in Timișoara. Zwischen Juni und November 2005 nahm er gemeinsam mit Soldaten des 26. Infanteriebataillons „Neagoe Basarab“ („Die Roten Skorpione“) im Rahmen der International Security Assistance Force (ISAF) an der Operation zur Sicherstellung der Durchführung freier Wahlen in Afghanistan teil. Am Ende der Mission wurde er mit der NATO-Medaille ausgezeichnet.
Ab August 2007 nahm er an der Mission Iraqi Freedom teil. Das 32. Infanteriebataillon „Mircea“ aus Timișoara, dem auch Ioan Grosaru angehörte, wurde im Irak stationiert.
Der gepanzerte Amphibientransporter TAB-77, in dem sich Grosaru befand, wurde bei einer  Patrouillenfahrt durch eine Panzerabwehrmine zerstört. Obwohl sie verletzt waren, gelang es fünf der Soldaten das Fahrzeug zu verlassen und mit dem Leben davonzukommen. Er blieb als Letzter zurück, um zuerst seinen Kameraden bei der Evakuierung zu helfen, schaffte es jedoch nicht mehr hinaus, da die an Bord befindliche Munition aufgrund der Flammen explodierte und ihn tötete.

## Gedenken

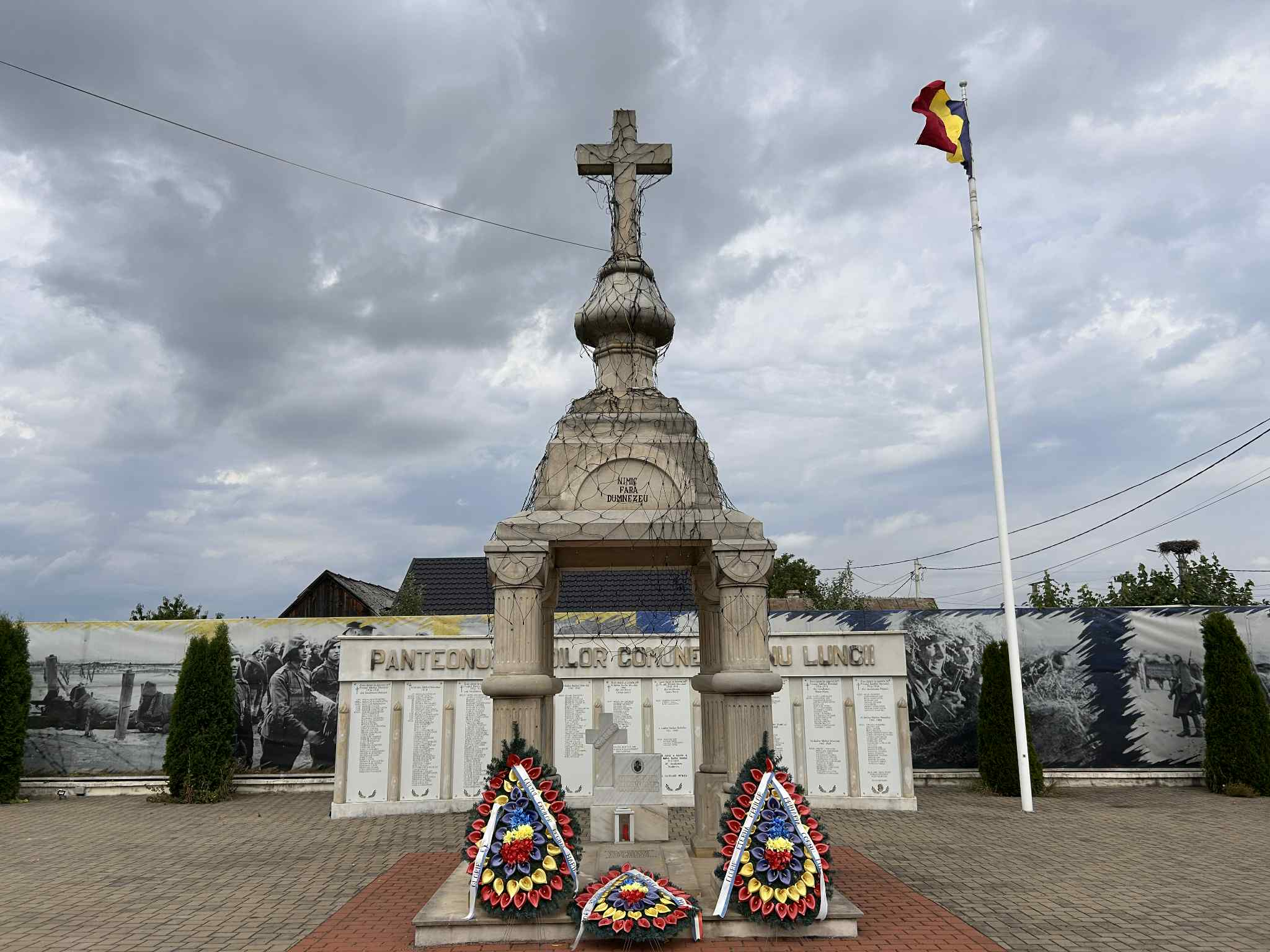
Das Pantheon der Helden der Gemeinde Cornu Luncii.

Das Gedenken an Ioan Grosaru ist in Păiseni zu einem bedeutenden jährlichen Ereignis geworden, das jeden Herbst um den 21. September herum organisiert wird. Die Zeremonien werden von der Gemeindeverwaltung Cornu Luncii in Zusammenarbeit mit der Dorfkirche, dem Verein „Heldenkult – Königin Maria“ und häufig mit Unterstützung des Verbands der Kriegsveteranen und Veteranen mit Behinderungen (AMVVD) organisiert.
In den Jahren nach seinem Tod wurde sein Andenken durch religiöse Zeremonien, offizielle Ansprachen und Militärparaden geehrt, die an seinem Grab und am Denkmal im Ortszentrum von Păiseni sowie am Pantheon der Helden der Gemeinde Cornu Luncii stattfanden.
Die Grundschule im Ort Păiseni trägt inzwischen seinen Namen und beherbergt eine dauerhafte Ausstellung, die seinem Leben und Wirken gewidmet ist. Diese umfasst persönliche Gegenstände, die Uniform, die er während seiner letzten Mission trug, Auszeichnungen und Orden des rumänischen Staates sowie der USA und Großbritanniens, die der Familie nach seinem Tod übergeben wurden, sowie die Gedichtbände Pasăre de Ceară und Chemare din Necunoscut. Das Geburtshaus wurde in ein Gedenkhaus umgewandelt, in dem persönliche Gegenstände, die Militäruniform, Manuskripte mit seinen Gedichten, Fotografien und weitere Zeugnisse ausgestellt sind, die sowohl seine Tätigkeit im Militär als auch seine Seite als Dichter widerspiegeln.

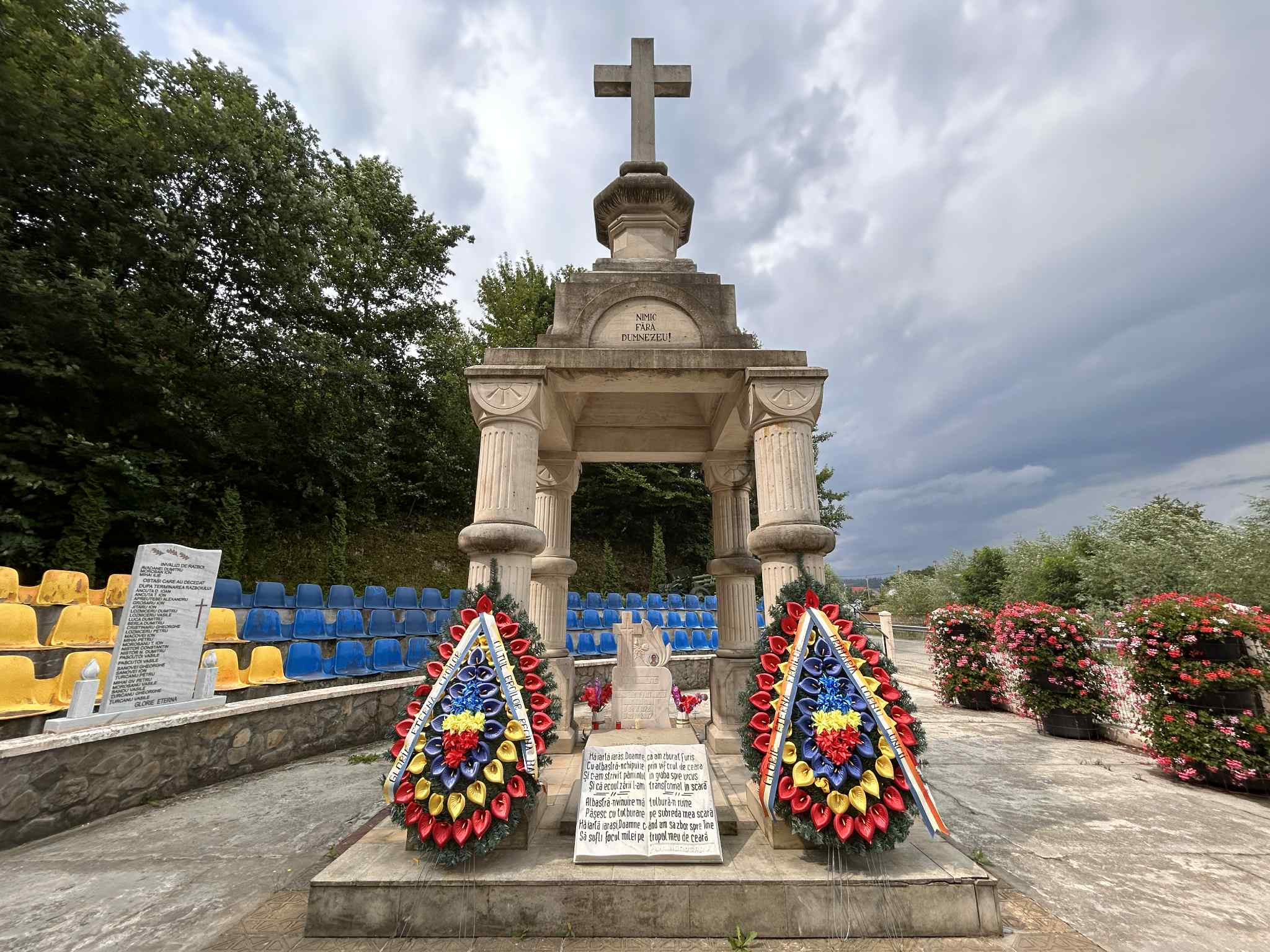
Denkmal für Ioan Grosaru in Păiseni

Über seinem Grab in Păiseni wurde 2017, anlässlich seines 10. Todestages ein etwa 7 Meter hohes Kreuz-Monument mit einem Gewicht von circa 15 Tonnen errichtet. Das Denkmal ist Ioan Grosaru gewidmet und trägt den Namen Monumentul Eroului Poet Ioan Grosaru (übersetzt: Denkmal für den Helden und Dichter Ioan Grosaru). Neben dem Denkmal sind zwei Gedenktafeln angebracht, auf denen die Namen anderer gefallener Soldaten aus dem Dorf Păiseni eingraviert sind. Es wurde vom Erzbischof von Suceava und Rădăuți, Pimen Zainea, geweiht.
2018 wurde in der Gemeinde Cornu Luncii das „Pantheon der Helden der Gemeinde Cornu Luncii“ eingeweiht. Dieses bewahrt das Andenken mehrerer gefallener Soldaten, darunter auch das von Grosaru. 2023 wurde Grosarus Andenken auch in Timișoara gewürdigt, im Rahmen des Jubiläums des 32. Bataillons „Mircea“, in dem er gedient hatte.

## Literarische Tätigkeit
Neben seiner militärischen Tätigkeit war Grosaru leidenschaftlicher Dichter und hinterließ Dutzende von Heften mit eigenen Werken. Er war auf Literaturplattformen aktiv, wo er einen Teil seiner Texte veröffentlichte. Nach seinem Tod wurde er als „der dichterische Held“ bezeichnet. 
Ioan Grosaru begann seine literarische Tätigkeit im Jahr 1997 mit der Veröffentlichung des Gedichtzyklus Iubirile toamnei in der Literaturzeitschrift Orient Latin aus Timișoara. 1999 veröffentlichte er den Gedichtband Cărări stelare, gedruckt im Verlag Ienăchiță Văcărescu in Bukarest, womit er seinen ersten bedeutenden Bucherfolg erzielte.
Im Zeitraum von 2000 bis 2007 war Grosaru in der zeitgenössischen Literaturszene aktiv und veröffentlichte eine Anzahl von Gedichten, die Rezensionen zufolge eine Sensibilität sowie eine Reflexion über die menschliche Existenz, das Opfer und die Vergänglichkeit des Lebens ausdrücken.
2003 veröffentlicht er den dritten Gedichtband „Corabia din furtună“ beim Verlag „Boemia“ in Bukarest sowie den Roman „Fiica Pălimarului“. Es folgen der Prosaband „Postament pentru o enigmă“ beim Verlag „Orion“ und der Gedichtband „Vulturul“ beim Verlag „Boemia“. Er schrieb das längste Gedicht der Literatur – „Vulturul“ (587 Strophen). Dieses beschreibt die Einsamkeit und Größe eines Adlers, der hoch am Himmel fliegt. Durch einen Kontrast zwischen Freiheit und Isolation symbolisiert der Adler sowohl Kraft als auch Opferbereitschaft. Es ist eine Reflexion über das einsame Schicksal derer, die nach Höhen streben.
2010 wurde "Pasărea de ceară" bei der Editura Muşatinii veröffentlicht und Chemare din necunoscut im gleichen Verlag neu aufgelegt. 2017 veröffentlichte der Verlag Editura Militară "De am pătruns în amintire : antologie de versuri" mit seinen Werken.